# Ельжбецин (Свентокшиське воєводство)
Ельжбецин (пол. Elżbiecin) — село в Польщі, у гміні Бусько-Здруй Буського повіту Свентокшиського воєводства.
Населення — 70 осіб (2011).
У 1975-1998 роках село належало до Келецького воєводства.

## Демографія
Демографічна структура на день 31 березня 2011 року:
|          | Загалом | Допрацездатний вік | Працездатний вік | Постпрацездатний вік |
| -------- | ------- | ------------------ | ---------------- | -------------------- |
| Чоловіки | 40      | 2                  | 33               | 5                    |
| Жінки    | 30      | 3                  | 20               | 7                    |
| Разом    | 70      | 5                  | 53               | 12                   |